# Fagus orientalis
Fagus orientalis, el haya oriental o haya del Asia Menor, es una especie de árbol perteneciente a la familia Fagaceae. Algunos autores la consideran una subespecie del haya común (Fagus sylvatica orientalis).

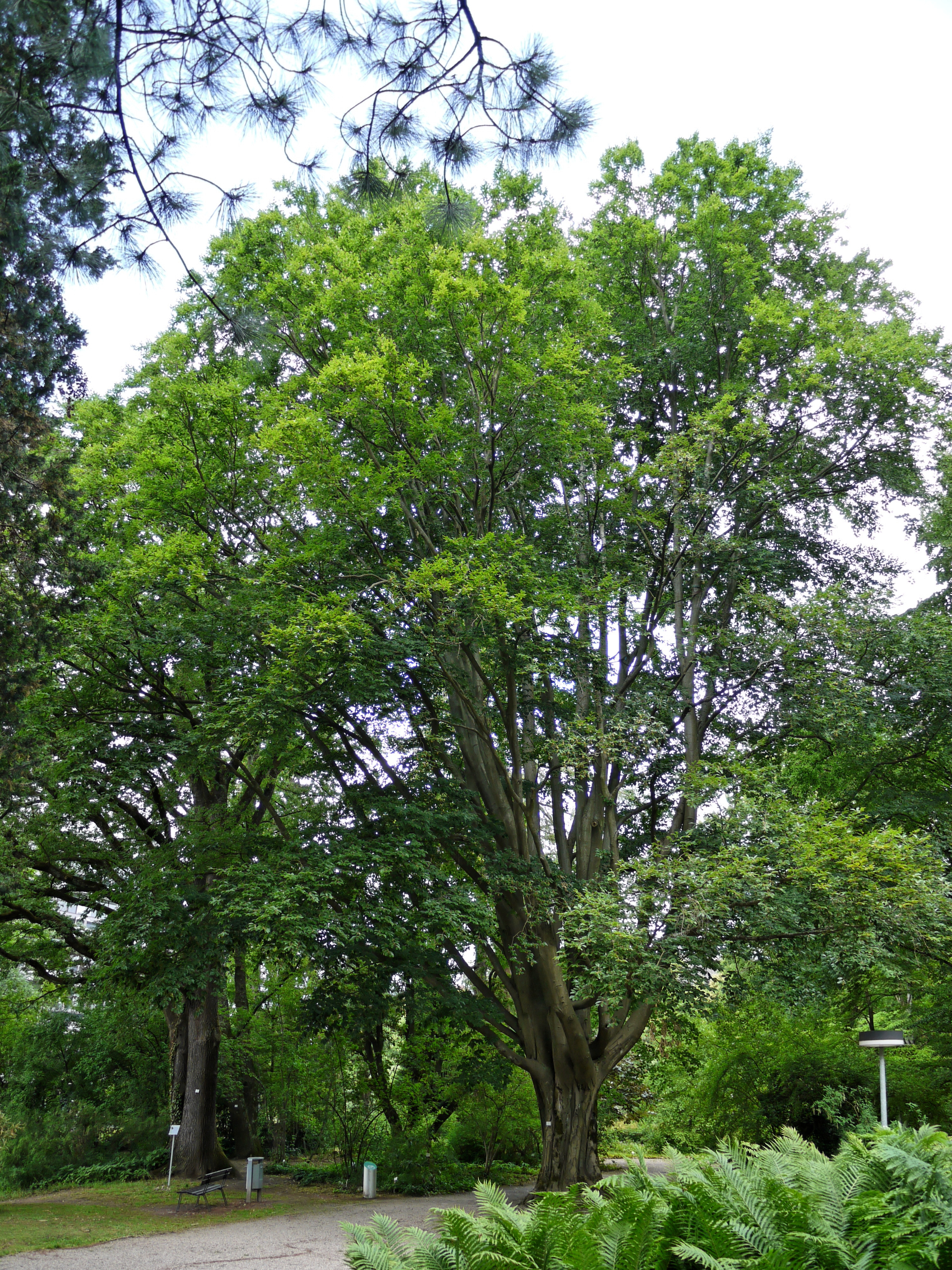
Vista del árbol

## Descripción
Es un árbol de hoja caduca en la familia de las fagáceas. Su área de distribución natural se extiende desde el noroeste de Turquía al este hasta el Cáucaso y los montes Elburz. Está restringida a bosques de montaña, a una altitud entre los 500 y los 2.100 m s. n. m. Es un árbol grande, capaz de llegar a alturas de hasta 45 m de alto y con un grosor de 3 metros en el tronco, aunque el ejemplar típico tiene más bien 25-35 m de alto y 1,5 m de diámetro en el tronco. Está estrechamente emparentada con el haya común europea y se entremezcla con ella en los Balcanes y el noroeste de Turquía; estos híbridos con el haya común se llaman Fagus x taurica.

## Taxonomía
Fagus orientalis fue descrita por Vladímir Ippolítovich Lipski y publicado en Trudy Imperatorskago S.-Peterburgskago Botaničeskago Sada 14, 2: 300. 1898.
Etimología
Fagus: nombre genérico latíno que se remonta a una antigua raíz indoeuropea que encuentra parentesco en el griego antiguo φηγός phēgós "tipo de roble"
orientalis: epíteto latíno que significa "del este, oriental".
Sinonimia
- Fagus hohenackeri Palib. ex Grossh.
- Fagus hohenackeriana Palib.
- Fagus macrophylla (Hohen. ex A.DC.) Koidz.
- Fagus pyramidalis Litv.
- Fagus sylvatica var. asiatica A.DC.
- Fagus sylvatica var. macrophylla Hohen. ex A.DC.
- Fagus sylvatica subsp. orientalis (Lipsky) Greuter & Burdet[4][5]